# عشرب أناملايوي
عشرب أناملايوي (الاسم العلمي:Exacum anamallayanum) هو نوع من النباتات يتبع جنس العشرب من الفصيلة الجنطيانية.